# Liste der Kulturdenkmäler in Rengsdorf
In der Liste der Kulturdenkmäler in Rengsdorf sind alle Kulturdenkmäler der rheinland-pfälzischen Ortsgemeinde Rengsdorf aufgeführt. Grundlage ist die Denkmalliste des Landes Rheinland-Pfalz (Stand: 9. Februar 2023).

## Einzeldenkmäler
| Bezeichnung                   | Lage                                            | Baujahr                   | Beschreibung | Bild                           |
| ----------------------------- | ----------------------------------------------- | ------------------------- | --- | ------------------------------ |
| Pension Forsthaus             | Andreestraße 27 Lage                            | 1908                      | ehemalige Pension Forsthaus; villenartiger Hauptbau, 1908, mehrfach umgebaut und erweitert                                                                           | Fotos hochladen                |
| Katholische Kirche St. Kastor | Friedrich-Ebert-Straße 28 Lage                  | 1924                      | barockisierender Saalbau, 1924 erbaut, nach schweren Kriegsschäden 1945 wieder aufgebaut, 1974 zum heutigen Erscheinungsbild umgebaut                                | weitere Bilder Fotos hochladen |
| Wohnhaus                      | Kirchstraße 16 Lage                             | 18. Jahrhundert           | Fachwerkhaus, teilweise massiv, 18. Jahrhundert | Fotos hochladen                |
| Wohnhaus                      | Oberer Bornsweg 10 Lage                         | 18. Jahrhundert           | Fachwerkhaus, im Kern aus dem 18. Jahrhundert | BW                             |
| Wohnhaus                      | Pfarrer-Knappmann-Straße 8 Lage                 | 17. oder 18. Jahrhundert  | Fachwerkhaus, teilweise massiv, verputzt, wohl aus dem 17. oder 18. Jahrhundert                                                                                      | BW                             |
| Evangelische Pfarrkirche      | Pfarrer-Knappmann-Straße, zu Nr. 9 Lage         | ab dem 12. Jahrhundert    | neugotischer Saalbau 1904/05 von Moritz Korn; Flankenturm im Kern aus dem 12. Jahrhundert                                                                            | weitere Bilder Fotos hochladen |
| Kriegerdenkmäler              | Pfarrer-Knappmann-Straße, bei Nr. 9 Lage        | 1920er Jahre              | Kriegerdenkmal 1914/18, 1920er Jahre; Kriegergedächtnisstätte 1939/45, Anlage mit Grabkreuzen, Steinkreuz, Bruchsteinwand mit Inschrifttafeln                        | Fotos hochladen                |
| Villa                         | Richard-Wagner-Straße 2 Lage                    | um 1910                   | Villa, um 1910 | BW                             |
| Römergraben                   | Römergraben, Melsbacher Hohl, Auf der Luft Lage |                           | etwa 700 m langer Abschnitt der ehemaligen Grenzbefestigung/Landwehr                                                                                                 | Fotos hochladen                |
| Wohnhaus                      | Schalltorstraße 5 Lage                          | 18. Jahrhundert           | Fachwerkhaus, teilweise massiv, 18. Jahrhundert | BW                             |
| Wohnhaus                      | Schalltorstraße 33 Lage                         | 1792                      | langgestrecktes Fachwerkhaus, teilweise massiv, angeblich von 1792                                                                                                   | BW                             |
| Wohnhaus                      | Schillerstraße 3 Lage                           | Ende des 19. Jahrhunderts | fünfachsiger spätklassizistischer Putzbau, Ende des 19. Jahrhunderts                                                                                                 | BW                             |
| Quereinhaus                   | Schöffenstraße 7 Lage                           | 18. und 19. Jahrhundert   | Fachwerk-Quereinhaus, teilweise massiv, 18. und 19. Jahrhundert | BW                             |
| Bismarcksäule                 | Westerwaldstraße Lage                           | 1902/03                   | Bismarcksäule, 1902/03 | weitere Bilder Fotos hochladen |
| Villa Henkel                  | Westerwaldstraße 6/8 Lage                       | 1911/12                   | ehemalige Villa Henkel; repräsentativer Putzbau, 1911/12, Gesamtanlage mit eingeschossigem Mansarddachbau (Westerwaldstraße 8), Park und straßenseitiger Einfriedung | Fotos hochladen                |
| Verbandsgemeindeverwaltung    | Westerwaldstraße 34 Lage                        | 1882                      | ehemaliges Rathaus; Putzbau, 1882, Fassadendekoration vom Anfang des 20. Jahrhunderts                                                                                | BW                             |
| Villa                         | Westerwaldstraße 41 Lage                        | um 1910                   | eingeschossige Villa, um 1910 | Fotos hochladen                |
| Wohn- und Geschäftshaus       | Westerwaldstraße 57 Lage                        | um 1905                   | Putzbau auf Bruchsteinsockel mit Kniestock, teilweise Fachwerk, um 1905                                                                                              | BW                             |